# جیمز بیکر
جیمز ادیسون بیکر سوم (به انگلیسی: James Addison Baker, III) (زادهٔ ۲۸ آوریل ۱۹۳۰ هیوستون در تگزاس)، وزیر امور خارجه و وزیر خزانه‌داری سابق ایالات متحده آمریکا است.
این عضو ارشد حزب جمهوری‌خواه، فارغ‌التحصیل دانشگاه تگزاس در آستین است.